# Território de Illinois

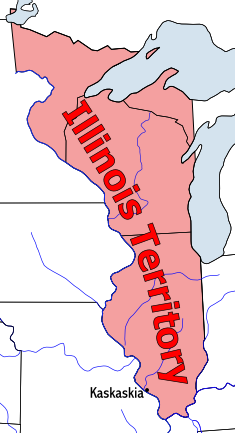
Mapa do Território de Illinois.

O Território de Illinois foi um território organizado incorporado dos Estados Unidos que existiu de 1º de março de 1809 a 3 de dezembro de 1818, quando a porção meridional do território foi admitida à União como o Estado de Illinois. Sua capital era a antiga vila francesa de Kaskaskia cujo censo de 1810 atestou uma população de 12.282 pessoas, e ainda faz parte do estado de Illinois.